# Sophia Antípolis
Sophia Antípolis es un parque tecnológico situado al norte de Antibes y noroeste de Niza (departamento de los Alpes Marítimos, Francia) fundado en 1969. Ocupa 2300 hectáreas en un entorno natural de bosques de pinos y tiene una población de 9 102 hab.
En el parque hay centros de investigación y educación superior, así como empresas dedicados a los campos de la informática, comunicaciones, electrónica, farmacología, biotecnología, ciencias de la salud, química y geociencias.
Sophia Antípolis proviene de Sofia, sabiduría, y Antípolis, antiguo nombre griego de Antibes.
Algunas de las empresas y entidades con presencia en el Parque son:
- Accenture
- Agilent Technologies
- Amadeus
- ASG
- Conexant
- Laboratorios de la École Nationale Supérieure des Mines de Paris
- European Research Consortium for Informatics and Mathematics (ERCIM), la sede europea del World Wide Web Consortium (W3C)
- European Telecommunications Standards Institute
- Fortinet
- Hewlett Packard
- Hitachi
- IBM
- Intel Corporation
- INRIA, unidad de Sophia-Antipolis
- NCR
- Oracle
- Philips
- Escuela Politécnica de la Université Côte-d'Azur
- SAP AG
- Thales Group